# Gela (Kalikot)
Gela (nep. गेलाँ) – gaun wikas samiti w zachodniej części Nepalu w strefie Karnali w dystrykcie Kalikot. Według nepalskiego spisu powszechnego z 2011 roku liczył on 706 gospodarstw domowych i 3911 mieszkańców (1966 kobiet i 1945 mężczyzn).